# Ceará-Mirim
Ceará-Mirim è un comune del Brasile nello Stato del Rio Grande do Norte. Fa parte della Regione Metropolitana di Natal. La città possedeva 73 370 abitanti al censimento del 2016 e si estende su una superficie di 739,686 km².

## Origini del nome
L'origine del nome della città è un mistero. Câmara Cascudo, uno degli storici più importanti del Brasile, offre alcune alternative da altri autori, con tutte le alternative che conducono alla lingua tupi. José de Alencar ci suggerisce che Ceará proviene dall'espressione tupi cê-ará, che significa "il pappagallo parla" o "il pappagallo canta". Teodoro Sampaio invece ci dà ceará o cemo-ará, che significa "le foglie del pappagallo" o "la partenza del pappagallo". Ci sono anche le versioni di Paulino Nogueira e João Brigido, che suggeriscono, rispettivamente, çoô-ará e ciri-ará, che significano "veramente tempo di caccia" e "granchio bianco".

## Storia
L'area era abitata degli indiani prima dell'arrivo dei portoghesi. Nel XVII secolo si stabilì la Compagnia di Gesù. La fondazione della città avvenne nel 1755.
Inizialmente era abitata dagli indiani (Pitaguary) che vivevano accanto al fiume Ryo Seara, più tardi, Ceará-Mirim. I Pitaguary hanno avuto i loro primi contatti con il mondo europeo con il commercio di legno di pau brasil con il popolo francese e spagnolo. Più tardi, con il consolidamento della colonia del Brasile, fu occupata dal popolo portoghese.
La regione del Ryo Seara fu occupata perché la terra era buona per l'agricoltura e l'allevamento del bestiame. Nel XVIII secolo c'erano molti sesmarias (concessione speciale portoghese dei terreni per l'agricoltura e l'allevamento del bestiame) che divideva completamente la regione con l'utilità più grande o minima. I primi mulini a Ceará-Mirim furono creati dopo il 1840, ma nel 1858, quando si è verificato il trasferimento della sede, si sono registrati notevoli sviluppi industriali e del bestiame.
Nelle lettere di Ouvidor Domingos Monteiro da Rocha, nel luglio 1757, includeva il Povoação do Ceará-Mirim (villaggio di Ceará-Mirim), dove dice "con molti abitanti". La prima scuola emerse soltanto nel 1858, creata a Bôca da Mata, nel comune di Extremoz. La prima riunione del consiglio comunale si è svolta il 14 ottobre 1858, nel villaggio di Ceará-Mirim.

## Sport

### Calcio
La principale squadra di calcio locale è il Globo Futebol Clube, che nel 2018 parteciperà per la prima volta alla Série C, dopo essere stato promosso dalla Série D nel 2017.